# Považany
Považany je naseljeno mjesto u okrugu Nové Mesto nad Váhom u  Trenčínskom kraju u Slovačkoj.

## Stanovništvo
| Godina:     | 1993. | 2003.   | 2013.   | 2023.   |
| ----------- | ----- | ------- | ------- | ------- |
| Broj ljudi: | 1219  | 1263    | 1280    | 1238    |
| Razlika:    |       | +3,60 % | +1,34 % | -3,28 % |

| Godina:     | 2022. | 2023.   |
| ----------- | ----- | ------- |
| Broj ljudi: | 1245  | 1238    |
| Razlika:    |       | -0,56 % |

Prema podacima o broju stanovnika iz 2023. godine naselje je imalo 1238 stanovnika.

## Vanjske poveznice
|  | Zajednički poslužitelj ima još gradiva o temi Považany |

- Službena stranica naselja (sl.)